# Falyn Fonoimoana
Falyn Fonoimoana est une joueuse de volley-ball américaine née le 13 mars 1992 à Hermosa Beach (Californie). Elle mesure 1,93 m et joue au poste de réceptionneuse-attaquante.

## Clubs
| Club                              | De        | À         |
| --------------------------------- | --------- | --------- |
| University of Southern California | 2010-2010 | 2010-2010 |
| Orientales de Humacao             | 2013-2013 | 2013-2013 |
| Criollas de Caguas                | 2014-2014 | 2014-2014 |
| Atom Trefl Sopot                  | 2014-2015 | 2014-2015 |
| Changas de Naranjito              | 2016-2016 | …         |

## Palmarès

### Équipe nationale
- Jeux Panaméricains
  - Vainqueur : 2015.

### Clubs
- Championnat de Porto Rico
  - Vainqueur : 2014.
- Coupe de Pologne
  - Vainqueur : 2015.
- Coupe de la CEV
  - Finaliste : 2015.
- Championnat de Pologne
  - Finaliste : 2015.